# Herman Pilnik
Herman Pilnik (Stuttgart, 8 de gener de 1914 - Caracas, 12 de novembre de 1981) fou un jugador d'escacs alemany nacionalitzat argentí. Obtingué el títol de Mestre Internacional el 1950, i el de Gran Mestre el 1952.

## Biografia i resultats destacats en competició
Va néixer a Alemanya, però la seva família va emigrar a l'Argentina, i arribà a Buenos Aires el 2 d'abril de 1930. Ja havia estat campió de la seva ciutat natal a 15 anys, i continuà dedicant-se als escacs al seu país adoptiu.
Es proclamà tres cops campió de l'Argentina, els anys 1942, 1945 i 1958.
Pilnik inicià la seva carrera internacional el 1942, quan empatà als llocs 10è-11è a Nova York, i empatà als llocs 2n-3r a Mar del Plata. El 1944, empatà al 1r lloc amb Miguel Najdorf a Mar del Plata. El juliol/agost de 1945, fou 3r al torneig Panamericà a Hollywood, Los Angeles (el campió fou Samuel Reshevsky). El 1946 guanyà el torneig de Mar del Plata (juntament amb Najdorf). El 1951, va guanyar al torneig Corus de Beverwijk. El mateix any empatà al segon lloc al torneig de Madrid, amb Ossip Bernstein i Herman Steiner (el campió fou Lodewijk Prins). El 1951/52, guanyà a Viena. El 1952, va guanyar a Belgrad. El 1954, guanyà a Stuttgart.
El 1952 participà en l'Interzonal de Saltsjöbaden, on hi fou 12è (el guanyador fou Aleksandr Kótov),
Va classificar-se com a candidat al títol mundial a l'Interzonal de Göteborg de 1955, tot i que acabà en l'últim lloc en el torneig de Candidats d'Amsterdam de 1956.
Com a conseqüència de la seva activitat, va realitzar nombrosos viatges. Finalment va fixar la seva residència a Veneçuela, ensenyant escacs a l'Escola Militar de Caracas fins a la seva mort.

### Participació en competicions per equips
Va representar al seu país en cinc Olimpíades d'escacs de 1950 a 1958, en l'època més reeixida dels escacs argentins a nivell mundial per equips (tres segons llocs, un tercer i un quart), i obtingué la medalla d'or al primer tauler suplent (+6 −1 =3) a Dubrovnik 1950, on l'Argentina hi obtingué la medalla d'argent.
El 1952, va guanyar la medalla d'argent per equips jugant com a quart tauler (+6 −1 =7) a Hèlsinki 1952.
El 1954, va guanyar novament l'argent per equips jugant al quart tauler (+3 −2 =2) a Àmsterdam 1954.
El 1956, va jugar al quart tauler (+7 −3 =3) a Moscou 1956.
El 1958, va guanyar la medalla de bronze per equips jugant al primer tauler (+5 −2 =8) a Múnic 1958.
Formà part de l'equip "Resta del Món" que s'enfrontà a la Unió Soviètica el 1954.

## Partida notable
|   | a | b | c | d | e | f | g | h |   |
| 8 | d8 blanques torre · h8 negres torre · b7 negres peó · f7 negres peó · h7 negres rei · a6 negres peó · f6 blanques cavall · g6 negres peó · g5 blanques alfil · c4 blanques peó · d4 negres cavall · h4 negres peó · h3 blanques peó · a2 blanques peó · b2 blanques peó · g2 blanques peó · c1 blanques rei | d8 blanques torre · h8 negres torre · b7 negres peó · f7 negres peó · h7 negres rei · a6 negres peó · f6 blanques cavall · g6 negres peó · g5 blanques alfil · c4 blanques peó · d4 negres cavall · h4 negres peó · h3 blanques peó · a2 blanques peó · b2 blanques peó · g2 blanques peó · c1 blanques rei | d8 blanques torre · h8 negres torre · b7 negres peó · f7 negres peó · h7 negres rei · a6 negres peó · f6 blanques cavall · g6 negres peó · g5 blanques alfil · c4 blanques peó · d4 negres cavall · h4 negres peó · h3 blanques peó · a2 blanques peó · b2 blanques peó · g2 blanques peó · c1 blanques rei | d8 blanques torre · h8 negres torre · b7 negres peó · f7 negres peó · h7 negres rei · a6 negres peó · f6 blanques cavall · g6 negres peó · g5 blanques alfil · c4 blanques peó · d4 negres cavall · h4 negres peó · h3 blanques peó · a2 blanques peó · b2 blanques peó · g2 blanques peó · c1 blanques rei | d8 blanques torre · h8 negres torre · b7 negres peó · f7 negres peó · h7 negres rei · a6 negres peó · f6 blanques cavall · g6 negres peó · g5 blanques alfil · c4 blanques peó · d4 negres cavall · h4 negres peó · h3 blanques peó · a2 blanques peó · b2 blanques peó · g2 blanques peó · c1 blanques rei | d8 blanques torre · h8 negres torre · b7 negres peó · f7 negres peó · h7 negres rei · a6 negres peó · f6 blanques cavall · g6 negres peó · g5 blanques alfil · c4 blanques peó · d4 negres cavall · h4 negres peó · h3 blanques peó · a2 blanques peó · b2 blanques peó · g2 blanques peó · c1 blanques rei | d8 blanques torre · h8 negres torre · b7 negres peó · f7 negres peó · h7 negres rei · a6 negres peó · f6 blanques cavall · g6 negres peó · g5 blanques alfil · c4 blanques peó · d4 negres cavall · h4 negres peó · h3 blanques peó · a2 blanques peó · b2 blanques peó · g2 blanques peó · c1 blanques rei | d8 blanques torre · h8 negres torre · b7 negres peó · f7 negres peó · h7 negres rei · a6 negres peó · f6 blanques cavall · g6 negres peó · g5 blanques alfil · c4 blanques peó · d4 negres cavall · h4 negres peó · h3 blanques peó · a2 blanques peó · b2 blanques peó · g2 blanques peó · c1 blanques rei | 8 |
| 7 | d8 blanques torre · h8 negres torre · b7 negres peó · f7 negres peó · h7 negres rei · a6 negres peó · f6 blanques cavall · g6 negres peó · g5 blanques alfil · c4 blanques peó · d4 negres cavall · h4 negres peó · h3 blanques peó · a2 blanques peó · b2 blanques peó · g2 blanques peó · c1 blanques rei | d8 blanques torre · h8 negres torre · b7 negres peó · f7 negres peó · h7 negres rei · a6 negres peó · f6 blanques cavall · g6 negres peó · g5 blanques alfil · c4 blanques peó · d4 negres cavall · h4 negres peó · h3 blanques peó · a2 blanques peó · b2 blanques peó · g2 blanques peó · c1 blanques rei | d8 blanques torre · h8 negres torre · b7 negres peó · f7 negres peó · h7 negres rei · a6 negres peó · f6 blanques cavall · g6 negres peó · g5 blanques alfil · c4 blanques peó · d4 negres cavall · h4 negres peó · h3 blanques peó · a2 blanques peó · b2 blanques peó · g2 blanques peó · c1 blanques rei | d8 blanques torre · h8 negres torre · b7 negres peó · f7 negres peó · h7 negres rei · a6 negres peó · f6 blanques cavall · g6 negres peó · g5 blanques alfil · c4 blanques peó · d4 negres cavall · h4 negres peó · h3 blanques peó · a2 blanques peó · b2 blanques peó · g2 blanques peó · c1 blanques rei | d8 blanques torre · h8 negres torre · b7 negres peó · f7 negres peó · h7 negres rei · a6 negres peó · f6 blanques cavall · g6 negres peó · g5 blanques alfil · c4 blanques peó · d4 negres cavall · h4 negres peó · h3 blanques peó · a2 blanques peó · b2 blanques peó · g2 blanques peó · c1 blanques rei | d8 blanques torre · h8 negres torre · b7 negres peó · f7 negres peó · h7 negres rei · a6 negres peó · f6 blanques cavall · g6 negres peó · g5 blanques alfil · c4 blanques peó · d4 negres cavall · h4 negres peó · h3 blanques peó · a2 blanques peó · b2 blanques peó · g2 blanques peó · c1 blanques rei | d8 blanques torre · h8 negres torre · b7 negres peó · f7 negres peó · h7 negres rei · a6 negres peó · f6 blanques cavall · g6 negres peó · g5 blanques alfil · c4 blanques peó · d4 negres cavall · h4 negres peó · h3 blanques peó · a2 blanques peó · b2 blanques peó · g2 blanques peó · c1 blanques rei | d8 blanques torre · h8 negres torre · b7 negres peó · f7 negres peó · h7 negres rei · a6 negres peó · f6 blanques cavall · g6 negres peó · g5 blanques alfil · c4 blanques peó · d4 negres cavall · h4 negres peó · h3 blanques peó · a2 blanques peó · b2 blanques peó · g2 blanques peó · c1 blanques rei | 7 |
| 6 | d8 blanques torre · h8 negres torre · b7 negres peó · f7 negres peó · h7 negres rei · a6 negres peó · f6 blanques cavall · g6 negres peó · g5 blanques alfil · c4 blanques peó · d4 negres cavall · h4 negres peó · h3 blanques peó · a2 blanques peó · b2 blanques peó · g2 blanques peó · c1 blanques rei | d8 blanques torre · h8 negres torre · b7 negres peó · f7 negres peó · h7 negres rei · a6 negres peó · f6 blanques cavall · g6 negres peó · g5 blanques alfil · c4 blanques peó · d4 negres cavall · h4 negres peó · h3 blanques peó · a2 blanques peó · b2 blanques peó · g2 blanques peó · c1 blanques rei | d8 blanques torre · h8 negres torre · b7 negres peó · f7 negres peó · h7 negres rei · a6 negres peó · f6 blanques cavall · g6 negres peó · g5 blanques alfil · c4 blanques peó · d4 negres cavall · h4 negres peó · h3 blanques peó · a2 blanques peó · b2 blanques peó · g2 blanques peó · c1 blanques rei | d8 blanques torre · h8 negres torre · b7 negres peó · f7 negres peó · h7 negres rei · a6 negres peó · f6 blanques cavall · g6 negres peó · g5 blanques alfil · c4 blanques peó · d4 negres cavall · h4 negres peó · h3 blanques peó · a2 blanques peó · b2 blanques peó · g2 blanques peó · c1 blanques rei | d8 blanques torre · h8 negres torre · b7 negres peó · f7 negres peó · h7 negres rei · a6 negres peó · f6 blanques cavall · g6 negres peó · g5 blanques alfil · c4 blanques peó · d4 negres cavall · h4 negres peó · h3 blanques peó · a2 blanques peó · b2 blanques peó · g2 blanques peó · c1 blanques rei | d8 blanques torre · h8 negres torre · b7 negres peó · f7 negres peó · h7 negres rei · a6 negres peó · f6 blanques cavall · g6 negres peó · g5 blanques alfil · c4 blanques peó · d4 negres cavall · h4 negres peó · h3 blanques peó · a2 blanques peó · b2 blanques peó · g2 blanques peó · c1 blanques rei | d8 blanques torre · h8 negres torre · b7 negres peó · f7 negres peó · h7 negres rei · a6 negres peó · f6 blanques cavall · g6 negres peó · g5 blanques alfil · c4 blanques peó · d4 negres cavall · h4 negres peó · h3 blanques peó · a2 blanques peó · b2 blanques peó · g2 blanques peó · c1 blanques rei | d8 blanques torre · h8 negres torre · b7 negres peó · f7 negres peó · h7 negres rei · a6 negres peó · f6 blanques cavall · g6 negres peó · g5 blanques alfil · c4 blanques peó · d4 negres cavall · h4 negres peó · h3 blanques peó · a2 blanques peó · b2 blanques peó · g2 blanques peó · c1 blanques rei | 6 |
| 5 | d8 blanques torre · h8 negres torre · b7 negres peó · f7 negres peó · h7 negres rei · a6 negres peó · f6 blanques cavall · g6 negres peó · g5 blanques alfil · c4 blanques peó · d4 negres cavall · h4 negres peó · h3 blanques peó · a2 blanques peó · b2 blanques peó · g2 blanques peó · c1 blanques rei | d8 blanques torre · h8 negres torre · b7 negres peó · f7 negres peó · h7 negres rei · a6 negres peó · f6 blanques cavall · g6 negres peó · g5 blanques alfil · c4 blanques peó · d4 negres cavall · h4 negres peó · h3 blanques peó · a2 blanques peó · b2 blanques peó · g2 blanques peó · c1 blanques rei | d8 blanques torre · h8 negres torre · b7 negres peó · f7 negres peó · h7 negres rei · a6 negres peó · f6 blanques cavall · g6 negres peó · g5 blanques alfil · c4 blanques peó · d4 negres cavall · h4 negres peó · h3 blanques peó · a2 blanques peó · b2 blanques peó · g2 blanques peó · c1 blanques rei | d8 blanques torre · h8 negres torre · b7 negres peó · f7 negres peó · h7 negres rei · a6 negres peó · f6 blanques cavall · g6 negres peó · g5 blanques alfil · c4 blanques peó · d4 negres cavall · h4 negres peó · h3 blanques peó · a2 blanques peó · b2 blanques peó · g2 blanques peó · c1 blanques rei | d8 blanques torre · h8 negres torre · b7 negres peó · f7 negres peó · h7 negres rei · a6 negres peó · f6 blanques cavall · g6 negres peó · g5 blanques alfil · c4 blanques peó · d4 negres cavall · h4 negres peó · h3 blanques peó · a2 blanques peó · b2 blanques peó · g2 blanques peó · c1 blanques rei | d8 blanques torre · h8 negres torre · b7 negres peó · f7 negres peó · h7 negres rei · a6 negres peó · f6 blanques cavall · g6 negres peó · g5 blanques alfil · c4 blanques peó · d4 negres cavall · h4 negres peó · h3 blanques peó · a2 blanques peó · b2 blanques peó · g2 blanques peó · c1 blanques rei | d8 blanques torre · h8 negres torre · b7 negres peó · f7 negres peó · h7 negres rei · a6 negres peó · f6 blanques cavall · g6 negres peó · g5 blanques alfil · c4 blanques peó · d4 negres cavall · h4 negres peó · h3 blanques peó · a2 blanques peó · b2 blanques peó · g2 blanques peó · c1 blanques rei | d8 blanques torre · h8 negres torre · b7 negres peó · f7 negres peó · h7 negres rei · a6 negres peó · f6 blanques cavall · g6 negres peó · g5 blanques alfil · c4 blanques peó · d4 negres cavall · h4 negres peó · h3 blanques peó · a2 blanques peó · b2 blanques peó · g2 blanques peó · c1 blanques rei | 5 |
| 4 | d8 blanques torre · h8 negres torre · b7 negres peó · f7 negres peó · h7 negres rei · a6 negres peó · f6 blanques cavall · g6 negres peó · g5 blanques alfil · c4 blanques peó · d4 negres cavall · h4 negres peó · h3 blanques peó · a2 blanques peó · b2 blanques peó · g2 blanques peó · c1 blanques rei | d8 blanques torre · h8 negres torre · b7 negres peó · f7 negres peó · h7 negres rei · a6 negres peó · f6 blanques cavall · g6 negres peó · g5 blanques alfil · c4 blanques peó · d4 negres cavall · h4 negres peó · h3 blanques peó · a2 blanques peó · b2 blanques peó · g2 blanques peó · c1 blanques rei | d8 blanques torre · h8 negres torre · b7 negres peó · f7 negres peó · h7 negres rei · a6 negres peó · f6 blanques cavall · g6 negres peó · g5 blanques alfil · c4 blanques peó · d4 negres cavall · h4 negres peó · h3 blanques peó · a2 blanques peó · b2 blanques peó · g2 blanques peó · c1 blanques rei | d8 blanques torre · h8 negres torre · b7 negres peó · f7 negres peó · h7 negres rei · a6 negres peó · f6 blanques cavall · g6 negres peó · g5 blanques alfil · c4 blanques peó · d4 negres cavall · h4 negres peó · h3 blanques peó · a2 blanques peó · b2 blanques peó · g2 blanques peó · c1 blanques rei | d8 blanques torre · h8 negres torre · b7 negres peó · f7 negres peó · h7 negres rei · a6 negres peó · f6 blanques cavall · g6 negres peó · g5 blanques alfil · c4 blanques peó · d4 negres cavall · h4 negres peó · h3 blanques peó · a2 blanques peó · b2 blanques peó · g2 blanques peó · c1 blanques rei | d8 blanques torre · h8 negres torre · b7 negres peó · f7 negres peó · h7 negres rei · a6 negres peó · f6 blanques cavall · g6 negres peó · g5 blanques alfil · c4 blanques peó · d4 negres cavall · h4 negres peó · h3 blanques peó · a2 blanques peó · b2 blanques peó · g2 blanques peó · c1 blanques rei | d8 blanques torre · h8 negres torre · b7 negres peó · f7 negres peó · h7 negres rei · a6 negres peó · f6 blanques cavall · g6 negres peó · g5 blanques alfil · c4 blanques peó · d4 negres cavall · h4 negres peó · h3 blanques peó · a2 blanques peó · b2 blanques peó · g2 blanques peó · c1 blanques rei | d8 blanques torre · h8 negres torre · b7 negres peó · f7 negres peó · h7 negres rei · a6 negres peó · f6 blanques cavall · g6 negres peó · g5 blanques alfil · c4 blanques peó · d4 negres cavall · h4 negres peó · h3 blanques peó · a2 blanques peó · b2 blanques peó · g2 blanques peó · c1 blanques rei | 4 |
| 3 | d8 blanques torre · h8 negres torre · b7 negres peó · f7 negres peó · h7 negres rei · a6 negres peó · f6 blanques cavall · g6 negres peó · g5 blanques alfil · c4 blanques peó · d4 negres cavall · h4 negres peó · h3 blanques peó · a2 blanques peó · b2 blanques peó · g2 blanques peó · c1 blanques rei | d8 blanques torre · h8 negres torre · b7 negres peó · f7 negres peó · h7 negres rei · a6 negres peó · f6 blanques cavall · g6 negres peó · g5 blanques alfil · c4 blanques peó · d4 negres cavall · h4 negres peó · h3 blanques peó · a2 blanques peó · b2 blanques peó · g2 blanques peó · c1 blanques rei | d8 blanques torre · h8 negres torre · b7 negres peó · f7 negres peó · h7 negres rei · a6 negres peó · f6 blanques cavall · g6 negres peó · g5 blanques alfil · c4 blanques peó · d4 negres cavall · h4 negres peó · h3 blanques peó · a2 blanques peó · b2 blanques peó · g2 blanques peó · c1 blanques rei | d8 blanques torre · h8 negres torre · b7 negres peó · f7 negres peó · h7 negres rei · a6 negres peó · f6 blanques cavall · g6 negres peó · g5 blanques alfil · c4 blanques peó · d4 negres cavall · h4 negres peó · h3 blanques peó · a2 blanques peó · b2 blanques peó · g2 blanques peó · c1 blanques rei | d8 blanques torre · h8 negres torre · b7 negres peó · f7 negres peó · h7 negres rei · a6 negres peó · f6 blanques cavall · g6 negres peó · g5 blanques alfil · c4 blanques peó · d4 negres cavall · h4 negres peó · h3 blanques peó · a2 blanques peó · b2 blanques peó · g2 blanques peó · c1 blanques rei | d8 blanques torre · h8 negres torre · b7 negres peó · f7 negres peó · h7 negres rei · a6 negres peó · f6 blanques cavall · g6 negres peó · g5 blanques alfil · c4 blanques peó · d4 negres cavall · h4 negres peó · h3 blanques peó · a2 blanques peó · b2 blanques peó · g2 blanques peó · c1 blanques rei | d8 blanques torre · h8 negres torre · b7 negres peó · f7 negres peó · h7 negres rei · a6 negres peó · f6 blanques cavall · g6 negres peó · g5 blanques alfil · c4 blanques peó · d4 negres cavall · h4 negres peó · h3 blanques peó · a2 blanques peó · b2 blanques peó · g2 blanques peó · c1 blanques rei | d8 blanques torre · h8 negres torre · b7 negres peó · f7 negres peó · h7 negres rei · a6 negres peó · f6 blanques cavall · g6 negres peó · g5 blanques alfil · c4 blanques peó · d4 negres cavall · h4 negres peó · h3 blanques peó · a2 blanques peó · b2 blanques peó · g2 blanques peó · c1 blanques rei | 3 |
| 2 | d8 blanques torre · h8 negres torre · b7 negres peó · f7 negres peó · h7 negres rei · a6 negres peó · f6 blanques cavall · g6 negres peó · g5 blanques alfil · c4 blanques peó · d4 negres cavall · h4 negres peó · h3 blanques peó · a2 blanques peó · b2 blanques peó · g2 blanques peó · c1 blanques rei | d8 blanques torre · h8 negres torre · b7 negres peó · f7 negres peó · h7 negres rei · a6 negres peó · f6 blanques cavall · g6 negres peó · g5 blanques alfil · c4 blanques peó · d4 negres cavall · h4 negres peó · h3 blanques peó · a2 blanques peó · b2 blanques peó · g2 blanques peó · c1 blanques rei | d8 blanques torre · h8 negres torre · b7 negres peó · f7 negres peó · h7 negres rei · a6 negres peó · f6 blanques cavall · g6 negres peó · g5 blanques alfil · c4 blanques peó · d4 negres cavall · h4 negres peó · h3 blanques peó · a2 blanques peó · b2 blanques peó · g2 blanques peó · c1 blanques rei | d8 blanques torre · h8 negres torre · b7 negres peó · f7 negres peó · h7 negres rei · a6 negres peó · f6 blanques cavall · g6 negres peó · g5 blanques alfil · c4 blanques peó · d4 negres cavall · h4 negres peó · h3 blanques peó · a2 blanques peó · b2 blanques peó · g2 blanques peó · c1 blanques rei | d8 blanques torre · h8 negres torre · b7 negres peó · f7 negres peó · h7 negres rei · a6 negres peó · f6 blanques cavall · g6 negres peó · g5 blanques alfil · c4 blanques peó · d4 negres cavall · h4 negres peó · h3 blanques peó · a2 blanques peó · b2 blanques peó · g2 blanques peó · c1 blanques rei | d8 blanques torre · h8 negres torre · b7 negres peó · f7 negres peó · h7 negres rei · a6 negres peó · f6 blanques cavall · g6 negres peó · g5 blanques alfil · c4 blanques peó · d4 negres cavall · h4 negres peó · h3 blanques peó · a2 blanques peó · b2 blanques peó · g2 blanques peó · c1 blanques rei | d8 blanques torre · h8 negres torre · b7 negres peó · f7 negres peó · h7 negres rei · a6 negres peó · f6 blanques cavall · g6 negres peó · g5 blanques alfil · c4 blanques peó · d4 negres cavall · h4 negres peó · h3 blanques peó · a2 blanques peó · b2 blanques peó · g2 blanques peó · c1 blanques rei | d8 blanques torre · h8 negres torre · b7 negres peó · f7 negres peó · h7 negres rei · a6 negres peó · f6 blanques cavall · g6 negres peó · g5 blanques alfil · c4 blanques peó · d4 negres cavall · h4 negres peó · h3 blanques peó · a2 blanques peó · b2 blanques peó · g2 blanques peó · c1 blanques rei | 2 |
| 1 | d8 blanques torre · h8 negres torre · b7 negres peó · f7 negres peó · h7 negres rei · a6 negres peó · f6 blanques cavall · g6 negres peó · g5 blanques alfil · c4 blanques peó · d4 negres cavall · h4 negres peó · h3 blanques peó · a2 blanques peó · b2 blanques peó · g2 blanques peó · c1 blanques rei | d8 blanques torre · h8 negres torre · b7 negres peó · f7 negres peó · h7 negres rei · a6 negres peó · f6 blanques cavall · g6 negres peó · g5 blanques alfil · c4 blanques peó · d4 negres cavall · h4 negres peó · h3 blanques peó · a2 blanques peó · b2 blanques peó · g2 blanques peó · c1 blanques rei | d8 blanques torre · h8 negres torre · b7 negres peó · f7 negres peó · h7 negres rei · a6 negres peó · f6 blanques cavall · g6 negres peó · g5 blanques alfil · c4 blanques peó · d4 negres cavall · h4 negres peó · h3 blanques peó · a2 blanques peó · b2 blanques peó · g2 blanques peó · c1 blanques rei | d8 blanques torre · h8 negres torre · b7 negres peó · f7 negres peó · h7 negres rei · a6 negres peó · f6 blanques cavall · g6 negres peó · g5 blanques alfil · c4 blanques peó · d4 negres cavall · h4 negres peó · h3 blanques peó · a2 blanques peó · b2 blanques peó · g2 blanques peó · c1 blanques rei | d8 blanques torre · h8 negres torre · b7 negres peó · f7 negres peó · h7 negres rei · a6 negres peó · f6 blanques cavall · g6 negres peó · g5 blanques alfil · c4 blanques peó · d4 negres cavall · h4 negres peó · h3 blanques peó · a2 blanques peó · b2 blanques peó · g2 blanques peó · c1 blanques rei | d8 blanques torre · h8 negres torre · b7 negres peó · f7 negres peó · h7 negres rei · a6 negres peó · f6 blanques cavall · g6 negres peó · g5 blanques alfil · c4 blanques peó · d4 negres cavall · h4 negres peó · h3 blanques peó · a2 blanques peó · b2 blanques peó · g2 blanques peó · c1 blanques rei | d8 blanques torre · h8 negres torre · b7 negres peó · f7 negres peó · h7 negres rei · a6 negres peó · f6 blanques cavall · g6 negres peó · g5 blanques alfil · c4 blanques peó · d4 negres cavall · h4 negres peó · h3 blanques peó · a2 blanques peó · b2 blanques peó · g2 blanques peó · c1 blanques rei | d8 blanques torre · h8 negres torre · b7 negres peó · f7 negres peó · h7 negres rei · a6 negres peó · f6 blanques cavall · g6 negres peó · g5 blanques alfil · c4 blanques peó · d4 negres cavall · h4 negres peó · h3 blanques peó · a2 blanques peó · b2 blanques peó · g2 blanques peó · c1 blanques rei | 1 |
|   | a | b | c | d | e | f | g | h |   |

Una interessant partida és la que disputa al torneig de Nova York 1948 contra el GM estatunidenc Isaac Kashdan:
1.e4 c5 2.Cf3 d6 3.d4 cxd4 4.Cxd4 Cf6 5.Cc3 g6 6.f4 Ag7 7.e5 dxe5 8.fxe5 Cg4 9.Ab5+ Cc6 10.Cxc6 Dxd1+ 11.Cxd1 a6 12.Aa4 Ad7 13.h3 Ch6 14.Cxe7 Axa4 15.Cd5 Td8 16.c4 Cf5 17.Ag5 Td7 18.C1c3 Ac6 19.O-O-O h5 20.Cc7+ Rf8 21.Txd7 Axd7 22.Td1 Axe5 23.Txd7 h4 24.Ce4 Cd4 25.Td8+ Rg7 26.Ce8+ Rh7 27.C4f6+ Axf6 28.Cxf6+ 1-0